# 法輪功在臺灣
源自中國大陸的法輪功於1994年傳入台灣，法輪大法亞太中心自稱學員總數約30萬至60萬人。台灣法輪大法網站宣稱，目前全台灣有一千多個煉功點，大多數位於成員居家、公園、校地、活動中心等地。
法輪功主要以口耳相傳介紹來介紹功法，參與的人士來自各種不同的背景。法輪大法亞太訊息中心轉中央社的2003年報導，稱法輪功在台灣初期人數不多，第一個煉功點在陽明山，1995年到1999年，在台學煉人數成長緩慢，僅一萬餘人，但1999年4月25日中國發生萬人北京上訪事件后，法輪功台灣學煉人數增加，2003年約有30萬人。。

## 台灣政界關注法輪功

### 元首及朝野政黨領袖
歷任正副元首多曾公開表達對法輪功的關心。包括前總統及國民黨前主席馬英九曾經多次出席法輪功活動，2002年時公開模仿法輪功功法動作、呼籲停止迫害，並強調「不擔心會得罪哪一個政府、哪一個政權」。前總統李登輝，前總統陳水扁及前副總統呂秀蓮在任內亦多次公開支持，呂秀蓮亦公開學煉。前副總統暨前國民黨主席連戰亦曾給法輪功活動發賀詞；多任行政院長包括蘇貞昌、游錫堃、謝長廷，前行政院副院長及前民進黨主席蔡英文、台聯主席黃昆輝等台灣政界朝野領袖，皆曾多次公開支持法輪功人權議題。民進黨中常會2012年8月亦通過決議案，要求中共停止迫害法輪功、釋放台灣法輪功學員

BBC於2010年指出，前總統馬英九在任台北市長及國民黨主席時，曾多次親自出席法輪功活動並公開聲援，不過就任總統後，就未再出席法輪功的活動，也避談相關議題，但他在2012年公開要求積極營救被中共扣押的台灣學員鍾鼎邦。馬政府2014年5月給予4名滯台的中國大陸籍法輪功學員專案政治庇護，但也因《難民法》立法自2007年延宕未成，遲未依《國際難民公約》及兩人權公約建立通案庇護機制，被台灣人權團體批評。

### 立法院、縣市議會決議
法輪功學員2014年推動成立「國會議員反對中共活摘器官國際聯盟」（PAFOH）亞洲聯盟，台灣有19位立法委員加入，另有香港及澳門的8位議員。
2004年立法院決議：要求停止打壓法輪功
中華民國國會立法院於2004年6月8日由126位國會議員跨黨派提案並通過決議，「建請（台灣）政府應立即透過適當管道要求大陸當局，立即釋放被逮捕及拘禁的法輪功修煉者，並停止對法輪功的打壓」。
2012年立法院決議：救援中國良心犯，譴責中共當局活摘器官
立法院於2012年12月11日，全體無異議通過決議，要求中華民國政府關注被關押的4033名中國良心犯，並要求政府應依《公民與政治權利國際公約》第18條以制定相關國內法令予以救援及協助，以落實兩公約實踐及順應國際潮流。良心犯名單包括1,857名法輪功學員；國會決議文並特別提及，依據美國及聯合國等人權報告顯示，法輪功學員及西藏圖博人士是遭關押及迫害中最嚴重、大量的群體，並指責「中國活摘法輪功學員及死刑犯器官做為買賣移植之用」「駭人聽聞」「天理難容」。該決議亦補充「然而，因中國訊息封鎖嚴密，外界很難準確查證，一般相信以上兩受迫害團體中遭監禁及酷刑的良心犯人數遠遠超過外界所估算。」

2006年，台灣有11縣市議會，通過決議「對中共在各地集中營活體摘賣法輪功學員器官並且焚屍滅跡暴行，呼籲聯合國、國際人權組織及世界衛生組織等派員赴大陸實地調查，公佈事實真相促使中共停止上述不當行為」，並建請縣市政府督導宣傳。
2023年，台灣立法院開始推動「打擊及防制活摘器官法」草案的立法。地方縣市議會也跟進聲援，桃園市議會、台北市議會、台南市議會分別於6月7日、6月21日、7月4日通過決議，響應《打擊及防制活摘器官之世界宣言》所推動的刑事立法運動，要求市政府宣導禁止境外器官買賣，呼籲民眾勿前往中國從事非法器官移植。
國會、16縣市決議拒絕迫害者入境台灣
2010年12月7日，立法院無異議通過提案決議，要求主管機關（法務部、陸委會、移民署）詳查申請來台的中國官員及中共高幹，有無嚴重違反人權情事，一旦發現，應即列為不受歡迎人物，不發予入境許可、不准許入台，政府並應通令要求各級政府機關及民間組織 對該等人士「拒絕邀訪、不歡迎、不接待」，以踐行「人權立國」之國策、維護民主法治之國際形象。

至2011年5月，台灣共16個縣市議會，包括新北市、桃園縣、台中市、台南市、高雄市等，亦通過此決議案。
2023年2月，12位中國大陸國台辦及統戰部現職官員欲來台參與「星雲大師圓寂讚頌典禮」，因未循既有機制提出申請，陸委會未予許可入境。其中，遭陸委會否決的大陸官員葉小文引發高度爭議。葉小文曾主導第十一世班禪的「金瓶掣簽」造假案，徹底破壞藏人宗教傳統與信仰自由；1995年至2009年擔任宗教局長期間，涉及迫害維吾爾人、法輪功修煉者，被包括美國在內多國政府以及國際組織制裁。陸委會指出，考量民間團體指控葉小文涉及迫害宗教自由，且2009年赴台參加「世界佛教論壇」期間，發生民眾陳抗衝突事件，因此對葉小文的申請入境案未予許可。台灣法輪功人權律師團發表聲明指出，台灣政府拒絕觸犯「群體滅絕罪」及「反人類罪」的葉小文入境，完全合法、合理，符合民主台灣「人權立國」國策，也符合2010年12月立法院通過「不邀訪、不歡迎、不接待人權惡棍」的提案訴求，及16個縣市議會所通過的「三不決議」。

### 柯文哲
柯文哲在2008年接受伊森．葛特曼訪問，事後相關內容，被刊登在《大屠殺》一書。中國時報指稱書中直指無黨籍台北市長候選人柯文哲，曾赴中國大陸進行器官買賣，甚至還疑似拿到法輪功信徒的器官。對此，柯文哲發表聲明強調絕無此事，並有錄音為證，目前已要求作者更正不實內容。至於柯文哲是否曾嘗試將器官捐贈移植系統賣往中國大陸？柯文哲競選總部發言人潘建志說，柯文哲曾秀相關電腦程式給伊森．葛特曼看過，但這不代表要把系統賣給中國大陸；況且，兩岸醫療體系相差甚鉅，實在很難想像台灣的系統能在大陸使用。
但據《中時電子報》報導，葛特曼接受採訪時表示，柯文哲「不是器官掮客」，且他本人是人權調查者，非政治性造王者，建議台灣媒體應清楚細讀《大屠殺》一書中的相關原文，包含註腳。葛特曼說，他花費7年時間完成《大屠殺》，所有的訪談，他都存有備份；他也接獲了柯文哲的律師信函，「我的律師也已回覆」，他的立場一如先前律師回函。《自由時報》則報導，葛特曼沒說柯文哲仲介器官買賣，是「英文理解不同」；其次，葛特曼已收到柯的存證信函，選後會透過律師和柯聯繫，討論如何處理；第三，葛特曼希望大家繼續關注中國法輪功學員被強摘器官的問題，柯敢談中國強摘法輪功學員器官，是具道德勇氣的人。

### 質疑
民主中國（香港）促進會召集人甄燊港2008年接受某週刊訪問，曾質疑民進黨政府支持法輪功的初衷存在台獨考量，並質疑陳水扁政府資助法輪功。不過，台灣律師童文薰則質疑說法甄燊港「憑什麼證據」立論，因為「從（陳水扁）國務機要費弊案的起訴書裏可以看到，經過檢察官詳細調查所有憑證收據之後，海外的中國民運人士的確是拿了國務機要費美金二十萬元，可是起訴書裏並無任何陳水扁把金錢交給法輪功的憑證。」

## 台灣法輪功學員在中國大陸、香港的人權
台灣法輪功學員赴中國大陸，亦有遭到中共公安、國安人員拘禁的案例。例如林曉凱、鍾鼎邦等人。張清溪2003年曾表示，台灣法輪功學員約有二十人遭到拘禁迫害，仍在中國大陸被拘禁或關押的，多是返台探親的大陸新娘，迄今仍有多位遭中共當局判刑在關押中。
香港遣返台灣法輪功學員事件
香港特區政府2001年1月曾拒絕13名台灣法輪功學員入境，港府同年5月承認有一張「不受歡迎人物黑名單」。港府另有兩次大規模爭議性遣返記錄，分別在2003年2月、2007年7月遣返450名、至少500多名持合法香港簽證將入境參加香港法輪功活動的台灣法輪功學員，且強行拘留、遣返過程暴力、綑綁送上飛機；此外，亦有數百名台灣學員無理由遭拒發簽證，引發國際人權組織的關注。2003年遣返事件衍伸為「台港第一宗跨海人權訴訟」，由香港與台灣法輪功學員一起控告香港政府，香港法院2009年裁定香港法輪大法協會勝訴。香港首席法官馬道立在判決中罕見批評香港政府沒有透露有關禁令的信息。
中華民國政府高度重視。2003年事件，中華民國政府副總統呂秀蓮協同總統府人權諮詢小組、法輪功學員召開記者會，提出抗議並要求香港政府公開道歉，並質疑香港自由淪陷。2007年事件，中華民國政府陳水扁總統親自接見遭遣返學員，並譴責港府。
鍾鼎邦事件
新竹科技公司經理、台灣法輪功學員鍾鼎邦2012年6月在中國大陸探親期間遭中共當局江西國安人員非法綁架拘留，在美國國會、歐洲議會方面關注，以及國際與台灣社會密集營救下，台灣數十個民間團體投入、20萬民眾連署簽名營救敦促台灣政府，終於在54天後獲釋。本事件引發國際人權團體的廣泛關注，成為國際矚目的人權事件，並被列入「2012年美國國會人權報告」。

此事件涉及台灣人在中國大陸之基本人權、法輪功人權、中國刑事訴訟法第73條及83條修正案「強迫失蹤合法化」，不僅引台灣民眾的高度疑慮，也被認為衝擊兩岸互信、重傷兩岸關係。同時，《兩岸司法互助協議》及《兩岸投資保障協議》的效用也遭質疑，國會立法院方面及民間皆要求台灣政府建立有效保障人民權益的機制。鍾鼎邦獲釋後，受美方邀請於2012年12月前往美國國會聽證會作證，呼籲美國關注，因為中共當局對法輪功的迫害已擴大到國際之間。

## 在景點講述迫害情況
法輪功受中共北京當局的迫害後，引起海外華人注意，加入者越來越多，他們為突破中共對法輪功資訊的封鎖，在世界各地都可看到法輪功活動，以及他們拉布條指控中共迫害。多年以來，在全台灣許多觀光景點，無論中國觀光客來多少、颳風下雨，常有法輪功學員自願義務拿展版、傳單向中國觀光客講述中共北京當局打壓法輪功的情況，例如法輪功廣傳世界上百個國家地區及獲得的各國政府褒獎、天安門自焚事件真相、法輪功等良心犯遭中共活摘器官的指控調查等，並遊說具有共產黨員身份的觀光客退黨。
在2008年7月台灣政府擴大開放陸客來台觀光後，中共當局透過中國國家旅遊局要求「台灣各景點，不得出現法輪功的相關訊息。」引起台灣國會議員、學界及媒體的關注，在立法院召開「陸客邂逅法輪功」記者會，呼籲政府不能屈從中共壓力，維護台灣言論自由。台灣公共電視《獨立特派員》2008年9月專題節目，製作團隊親身跟隨福建省陸客旅遊團遊台灣，觀察全台各景點法輪功學員與陸客互動情況。陸客遭遇法輪功的反應不一，資深導遊則強調「台灣是一個多元的社會，我們就尊重他，但是尊重他以他不侵犯我為原則，你也可以不理他，你也可以跟他拿東西。」景點的法輪功學員則表示，是義務利用時間來幫助陸客了解真相，是為了大陸好，並將一直堅持到中共停止迫害法輪功的那一天。主持人則引述一般遊客的話，認為台灣是多元社會，言論自由應受包容。
BBC 2011年亦報導陸客來台旅遊路線，指出各地景點常見法輪功，只要行動不違法，警方並不會加以干預；並引述旅遊業者說法「台灣也沒必要為了迎合陸客，而把台灣特色給消除了，第一，陸客沒那麼笨、第二，陸客來台灣不就是來看台灣特色嗎？」陸客的反應多元不一，有些視而不見，但也有些陸客說「台灣就這麼自由」；也有陸客對法輪功展版內容好奇，低調默默把資料收下，或向法輪功學員點頭致意。

### 101大樓

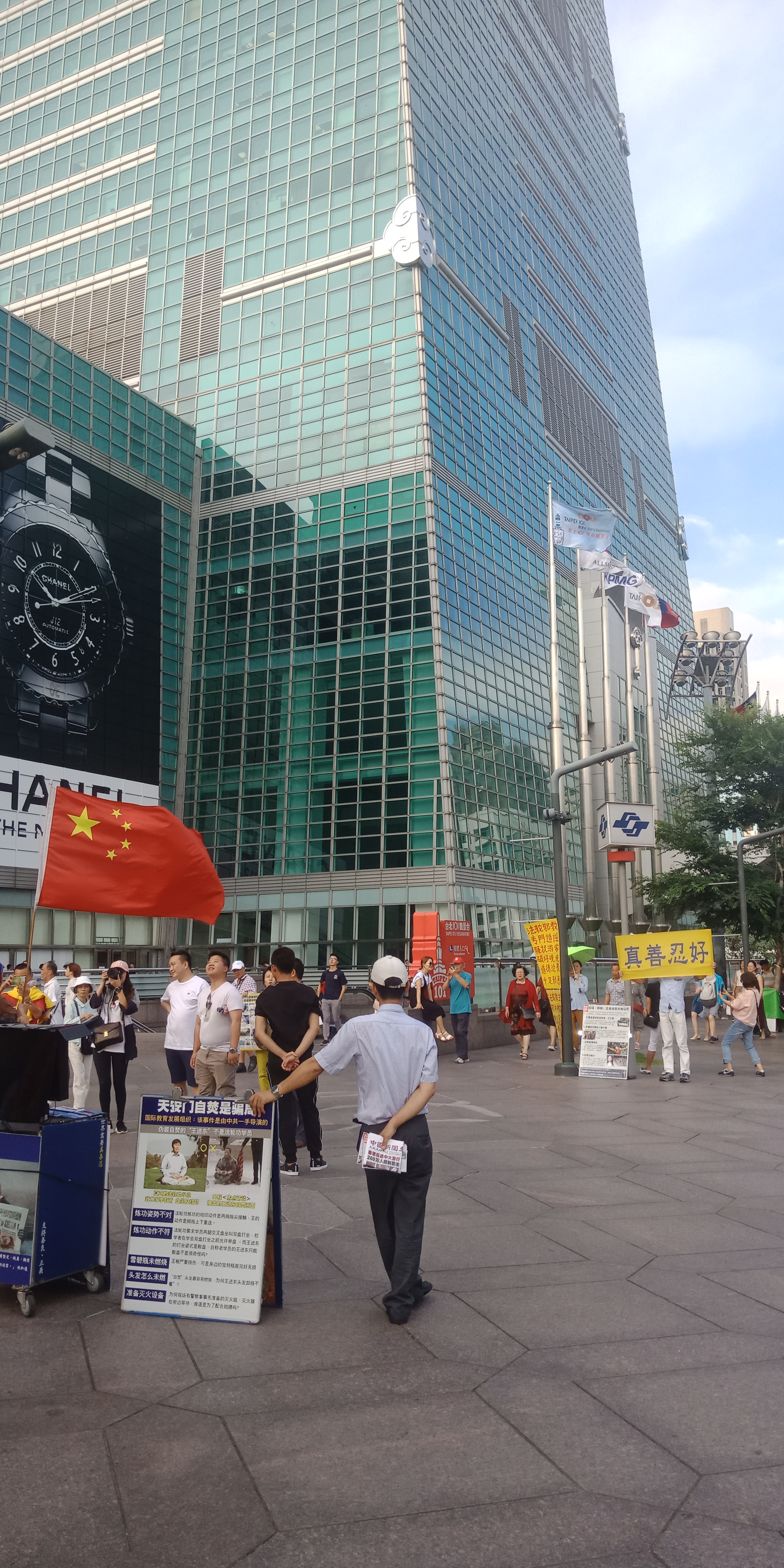
101大樓前的法輪功與愛國同心會

台北101大樓前，是法輪功學員固定舉牌的地點。2009年12月4日一名警察向學員許柏坤開出一張「妨礙交通」罰單，成為台灣首例因宣揚法輪功理念而遭開單處罰者。學員向法院聲明異議，台北地方法院法官林孟皇裁定免罰，認為警員干預人民意見表達的自由；法官還在裁定書罕見地公開指責中共當局管制言論、使得中國民眾對法輪功真相無法釐清；並以和平理性方式對中國觀光客表達意見，未妨礙交通，受憲法保障，呼籲台灣政府要以「保障人權」為依歸。主流媒體蘋果日報亦發表社論，強調台灣若開罰成立，將成為「國際民主國家笑柄」，何況台灣還簽署了聯合國兩項人權公約。

台北101大樓旁住戶向《蘋果日報》投訴，近來飽受噪音干擾，愛國同心會人員到101前和法輪功學員叫陣，不斷播放中國歌曲，居民向環保局檢舉都未見改善。台北101關襄理程沐真說，因陸客上下客點常有法輪功學員喊話，愛國同心會就到場干擾，已將上下客地點移往市府路上、101與世貿三館間巷子，遠離住商大樓林立的信義路五段。北市環保局說，法輪功學員播放錄音帶宣傳理念，音量在管制規範內，愛國同心會為了蓋過法輪功常違反規定。受制《噪音管制法》首次只能開勸導單，第二次實測超標才開罰，愛國同心會常鑽此漏洞；愛國同心會祕書長張秀葉說，舉五星旗及播中國歌曲是迎陸客，確實接過不少勸導單，但不像法輪功天天到場，有空才去。
柯文哲競選台北市長期間承諾，將要求101大樓轄區的警察信義分局長「如果再出現叫囂、打人的狀況，就準備換人。」柯上任首天，果真下達最後通牒。該會成員叫囂「換十個局長也沒用」、「這是我們中國的地方，你滾蛋」、「我是共產黨豈怕你這一小撮人？」、「孬種去告啊！我愛國同心會的、踹你啦！」新任分局長上任後，2015年3月即以現行犯逮捕該會成員；3月13日該會成員並因攻擊法輪功學員的傷害罪再次被法院判刑。
一名自稱來自喜馬拉雅的女子，傍晚6時在101大樓前，根據目擊者表示，手持疑似表演用的鋁棒，做出類似跳舞、作法的動作，並對著法輪功成員叫囂「快回家去！」等言論，後更拿出寶特瓶將汽油播灑在地上，意圖點火，警方獲報後，趕至現場將她帶離，確切意圖待警方了解。女子表示自己不是「愛國同心會」，也不是「法輪功成員」，她自稱是來自喜馬拉雅山的街頭藝人。她與另一名中年男子吵到不可開交，驚動附近經過的民眾，趕快報警處理。
愛同會因誹謗法輪功妨害名譽，經最高法院判決確定，2015年4月25日在臺灣《中國時報》及《聯合報》四分之一版面刊登對法輪功公開道歉啟事。
中國時報說，2015年4月30日台北市長柯文哲與信義區里長座談，西村里長嚴長生質疑柯文哲偏袒法輪功，柯拍桌一度走人，最後雖被拉回來繼續聽簡報，但柯不斷發怒大喊「我現在宣布會議結束！」「結束！」，現場一陣尷尬。中國時報說，據轉述，嚴長生在會中出示多份法院裁判書、檢方起訴書，指台北101前的法輪功成員佔地擾民、且有對愛國同心會動手。柯文哲向信義分局裁示，暴力就不對，不管是誰打誰，一樣標準辦理，反正不容許打人的事情發生。
根據立場同情法輪功的大紀元時報，台灣法輪大法學會理事長張錦華指出「如果沒有證據就誣告，這是有法律責任」，並指愛同會製造假證據，那「明明不是法院判決」；強調法輪功團體要求真善忍，不允許學員打人，「如果真有法輪功學員言行不當，那就接受法律制裁」。台灣法輪功人權律師團發言人朱婉琪說，嚴長生手上資料完全是愛同會提供，只有當事人才能調到該會向政府投訴及向法院控訴的資料，並質疑嚴長生里長與周慶竣、張秀葉、愛同會的關係是什麼？嚴里長何以不向法輪功團體求證：愛同會長期在101霸凌、仇恨宣傳，毆打法輪功學員的事情。
中國福建省圖書館副研究館員陳紀建，來台自由行，行經台北101前時發現法輪功活動，陳男高談對法輪功見解，同車高姓團員制止，兩人口角後互毆，團友勸說「別在台灣丟臉！」陳仍堅赴警局提告。

## 法律行動

### 控告江澤民案
2003年11月17日，林曉凱等七位曾受中共直接迫害的台灣法輪功學員，依據《殘害人群治罪條例》的殘害人群罪，向台灣高等法院控告前中共中央總書記江澤民、前國務院副總理李嵐清與前中共中央政法委書記羅幹等三人。
中華民國律師公會全國聯合會於2003年10月25日通過決議並發表聯合聲明，支持法輪功學員對中共鎮壓者提出的國際人權訴訟，並呼籲中共當局遵守已簽署的《公民及政治權利國際公約》、儘速釋放被拘留的台灣學員。
西班牙國家法庭2009年以群體滅絕罪及酷刑罪起訴江澤民等五名迫害法輪功的主要責任人（羅幹、薄熙來、賈慶林、吳官正）。而在台灣，2003年間，王秀華等六名台籍碩博士級法輪功成員，先後在中國上海、北京、合肥等地被公安逮捕、搜查、拘禁，返台後聯名向高院自訴控告江澤民、當時中國國務院副總理李嵐清、中共中央政法委書記羅幹等三人，觸犯殘害人群條例。
西班牙高等法院撤消兩宗由當地藏族僧侶及法輪功學員，指控前中國政府官員江澤民、李鵬涉嫌種族滅絕及侵犯人權的案件。路透社引述法院消息人士說，高院法官以9票對7票表決，同意撤銷兩宗案件。西班牙法院預審法官從2006年開始已對兩宗案件展開司法調查。西班牙高院不僅撤銷藏裔西班牙僧侶提出的司法案件，同時也撤銷了部分法輪功團體指控中共前領導人逼害法輪功學員的案件。
有關決定根據2014年3月通過的新法例作出，該法例規定西班牙法院無權調查不涉及西班牙受害者或所謂犯罪者的案件。2014年3月，西班牙中間偏右政府在三月快速通過有關法例，限制法官的檢控權力。從那時開始，西班牙高院重新審議所有的普適管轄權案件，並將那些與西班牙沒有聯繫的案件調查撤消。在3月通過新法例之前，西班牙法律系統允許西班牙法官調查和審理在西班牙以外的侵犯人權案件。西班牙是全球首個使用普適管轄權法的國家。

### 控告來台中共高官
2010年8月，廣東省長黃華華率團至台灣進行採購，被台法輪功成員控告在廣東迫害人權，指控黃從廣州市委書記到該省省長任內指揮601辦公室，殺害廣東境內的法輪功成員（無法輪功之外人士），其中還包括兩名已嫁到台灣，正式取得台灣永久居留權的女士。台灣法輪大法學會理事長張清溪強調：「希望台灣的司法單位能把握黃華華在台停留的七天內，對他拘捕並進行審訊」，若以台灣早期判例為依據，控告通常不會成立。
張又說：「黃華華犯下的是侵犯人權罪，此一違反普世價值的罪行不涉管轄權，尤其是台灣今年簽署了兩項聯合國人權公約」，法輪功引述台灣法律《殘害人群治罪條例》，罪名若成將被判處七年有期徒刑，到最重死刑不等。這非法輪功成員在台首次對中國官員提告，但所轄司法機關均以沒有「管轄權」駁回上訴。
2011年4月，时任安徽省長王三運率團至台灣展開經貿文化之行，台灣法輪大法學會再度向高檢署提出刑事控告，該會在王三運18日來台參訪首日，已向台灣高檢署提出控告，又說王違反「聯合國政治及公民權利國際公約」規定，涉及「殘害人群罪」要求拘提。王三運計畫21日到台南，該會除召開記者會之外，並公開表示不歡迎，醞釀發起抗議。
參訪團21日晚間在台南市走馬瀨農場住宿，一百多名法輪功學員下午聞風趕到農場入口處，聚集農場聯外道拉起許多抗議布條及大型標語抗議，並在參訪團車隊抵達時高喊「停止迫害法輪功」，但車隊很快就進入農場，沒有在現場停留。善化警方在場蒐證並維持秩序，農場擔心法輪功學員化整為零購票進入農場，還自聘十五名保全人員，警方為避免爆發衝突也動員警力在農場內戒護。

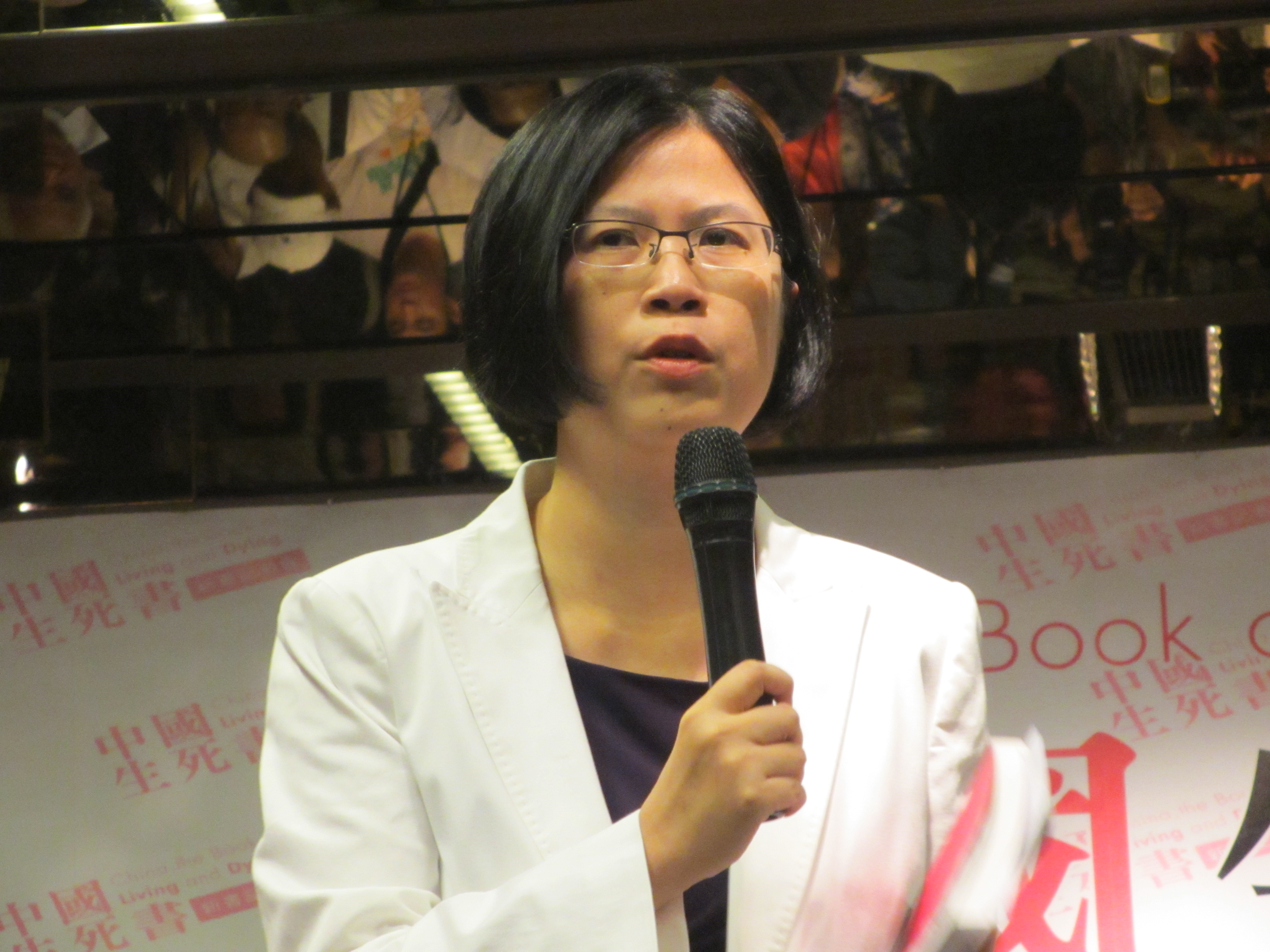
法轮功辩护律师朱婉琪

法輪功資料顯示，王三運是法輪功在台提告的第八位中國高幹，也是第四位被告的中國省長級官員，其他被告的中國高幹有：前河南省委書記徐光春、廣東省長黃華華、陝西代理省長趙永正、中國國家宗教局長王作安、湖北省610辦公室組長楊松、北京副市長吉林、遼寧省長陳政高。
《商業週刊》〈統戰特務壓境 港魂保衛戰開打〉一文指出，每逢對岸官員赴台灣，法輪功學員總如影隨形，接待單位尷尬卻無可奈何，台灣法律保障的個人自由，不分權貴、百姓或網路鄉民；香港民眾原也擁有此人身權利，但主權移交，中共透過各種統戰手段，逐步扼殺新聞、宗教、人身自由，使香港精神陷於危急存亡。。
管轄權爭議
台灣訴江案經過多年審理，台灣高等法院合議庭認定，被告殘害宗教團體的行為地、結果地都在北京等地，依照犯罪地、被告住所、居所或所在地，無一項位於高院轄區，六人雖主張因修煉法輪功遭江澤民等人滅絕加害，但無法提出積極事證證明返台後仍持續遭迫害，以程序判決「本件管轄錯誤」，並未對江澤民等人是否有罪進行實質審判。二審偵查主體高檢署則表示，台灣人在本國控告中共當政者這類案件，前幾年較多，暫無特定的完整統計，以往案例多因發生地與被告皆不在高檢轄區，以管轄權錯誤為由簽結。

然而，2012年受中華民國政府邀請對《國家人權報告》獨立審查的前聯合國酷刑高級專員、首位獲准進入中國調查酷刑的聯合國官員、國際法專家曼弗瑞德·諾瓦克則認為，若有足夠證據顯示來台的中共官員，曾犯下種族滅絕罪或殘害人群罪，政府有責任立即逮捕。朱婉琪律師則認為，重大人權罪行係依普遍管轄原則，政府作法不符國際法的人權無國界普遍性原則。
台灣法輪大法學會發言人朱婉琪表示，希望高檢署不要再以無管轄權為由，駁回法輪功的提告，馬政府也應重視中國迫害人權問題，勿讓人權紀錄不良的中國高幹入境。 該會代表林淑珍指稱，台南市議會今年4月2日通過提案，呼籲中央徹查來訪的中国政府官員有無涉及嚴重迫害人權情事，一旦發現，應不予核發入台灣許可，及台南市不歡迎、不邀訪及不接待「中共人權惡棍」。

## 民間關注
台灣法輪功學員每年在舉辦一次全台大型心得交流會。每年7月20日前後，各地法輪功學員自行參與大型集體活動，悼念被迫害致死的中國大陸法輪功學員，並呼籲制止中共執政當局迫害。
台灣29所高校連署營救 中國大學生
因修煉法輪功遭關押的酷刑迫害的北京清華大學校友趙明經國際營救離開中國，2003年訪問台灣，引起台灣高校學生對中國學生人權的關注。29所台灣公私立大學校院的學生團體，發起連署聲援在中國大陸因學煉法輪功而遭迫害的大學生，包括台灣大學、新竹清華大學、新竹交通大學等校學生會表示，至少一萬五千位學生參加連署。時任台北市長馬英九親自與趙明對話，關切在中國勞教所遭遇的酷刑。